# Elsa Winge
Elsa Ingeborg Viktoria Winge, född Blomquist den 23 juli 1905 i Helsingborg, död 14 juni 1989 i Malmö, var en svensk skådespelare.
Elsa Winge var 1927–1941 gift med skådespelaren och teaterchefen Oscar Winge. Mellan 1944 och 1950 var Elsa Winge chef för Hippodromteatern, i folkmun kallad Hipp, i Malmö. Tjänsten övertog hon från sin förre make, som blev lyrisk chef vid stadsteatern i samma stad. Winge fortsatte sin exmakes tradition med operetter och revyer på Hipp fram till att teatern år 1950 såldes till Elimförsamlingen, som kom att använda byggnaden som kyrka. Efter detta medverkade hon, främst under 1950-talet, i ett antal filmer.
Elsa Winge är gravsatt i minneslunden på Limhamns kyrkogård.

## Filmografi
- 1953 – Fartfeber
- 1953 – Bror min och jag
- 1954 – Taxi 13
- 1973 – Mannen som blev ensam (TV-serie)